# Gero Debusmann
Gero Debusmann (* 3. November 1943 in Bensberg) ist ein ehemaliger deutscher Richter. Er war Präsident des Oberlandesgerichts (OLG) Hamm.

## Biografie
Nach dem Studium der Rechtswissenschaften von 1964 bis 1969 an der Westfälischen Wilhelms-Universität zu Münster, der Eberhard Karls Universität Tübingen sowie der Ruhr-Universität Bochum, das er 1969 mit dem Ersten und 1973 mit dem Zweiten Staatsexamen abschloss, folgte 1974 seine Einstellung in den Richterdienst des Landes Nordrhein-Westfalen. Die Einstellung als Richter auf Lebenszeit nach Ablauf seiner Proberichterzeit erfolgte als Richter am Landgericht Essen. 1983 wechselte er dann als Referent in das  Justizministerium des Landes Nordrhein-Westfalen, kehrte allerdings bereits im Oktober 1983 als Vorsitzender Richter an das Landgericht (LG) Essen zurück. Im Dezember 1987 wurde er zunächst Vizepräsident, ehe 1990 seine Ernennung zum Präsidenten des LG Essen erfolgte.
Am 1. Januar 1996 wurde er dann zum Präsidenten des Oberlandesgerichts (OLG) Hamm berufen, dem mit fast 700 Mitarbeitern größten OLG in der Bundesrepublik Deutschland. Im März 2002 folgte zudem seine Ernennung zum Mitglied des Verfassungsgerichtshofs für das Land Nordrhein-Westfalen (VGH NRW). Debusmann ist auch Mitherausgeber der Nordrhein-Westfälischen Verwaltungsblätter (NWVBl.).
Bei der dienstlichen Beurteilung einer ihm unterstellten Richterin in dem Verfahren 12 K 1040/04 und 12 L 192/05 vor dem Verwaltungsgericht Gelsenkirchen mit dem anschließenden Verfahren vor dem Oberverwaltungsgericht Münster 1 A 712/05 wurde der Verdacht des Meineids gegen ihn erhoben. Mit Erreichen des 65. Lebensjahres trat er zum 30. November 2008 in den Ruhestand. Über die anstehende Nachfolge als Präsident des OLG Hamm kam es bereits im Vorfeld zu einem gerichtlichen Streitverfahren.
Aktuell ist Debusmann einer der beiden Vorsitzenden der Schlichtungskommission bei der beim Regionalverband Ruhr angesiedelten Schlichtungsstelle Bergschaden NRW.

## Veröffentlichungen und Vorträge
- Gero Debusmann: Berufsaussichten in der Justiz, 2000
- Gero Debusmann: Berufsaussichten in der Justiz, 2001
- Gero Debusmann: 3. Staatsexamen: Ein überflüssiger Zopf? Etwas Besseres hat noch niemand erfunden, DRiZ 2002, 400
- Gero Debusmann: Berufsaussichten in der Justiz, 2003
- Gero Debusmann: Die Reform der ZPO – eine Wirkungskontrolle – Das neue Berufungsrecht aus richterlicher Sicht, NJW 2004, Beilage zu Heft 27, 6
- Gero Debusmann: Zum Berufsbild des Juristen, 2005
- Michael Huber, Paul Selbherr, Gero Debusmann u. a.: Die Reform der ZPO – eine Wirkungskontrolle, Berichte A für den Deutschen Juristentag, München 2004, ISBN 3406522467